# Follia di mezzanotte (film 1918)
Midnight Madness è un film muto del 1918 diretto da Rupert Julian. Prodotto e distribuito dalla Bluebird Photoplays, aveva come interpreti Ruth Clifford, Kenneth Harlan, Harry Van Meter, Claire Du Brey, Harry Holden, Louis Willoughby.

## Trama
Durante un furto in un museo, un ladro di gioielli è ferito a una mano. Ferito alla mano è anche Prentice Tiller: in albergo, sente la donna della stanza vicina alla sua che sta telefonando ad Aaron Molitor. La donna, che si chiama Gertrude Temple, deve consegnare a Molitor alcuni gioielli. Prentice chiama al telefono Gertrude, facendosi passare per Molitor ma quando quest'ultimo arriva - pure lui con una mano ferita - Prentice scompare. Gli uomini di Molitor però riescono a catturarlo e lui, per un soffio, sfugge alla morte tra le rovine di una vecchia chiesa. Deciso a ritrovare Molitor, Prentice si mette sulle sue tracce che lo portano fino a Parigi dove l'uomo è andato in compagnia di Gertrude e di suo zio, Simon Temple. A Parigi, i tre vengono accolti da Chevat, il principe dei ladri, e dalla sua donna, Lola Montez. Gertrude suscita la gelosia di Lola che, per eliminarla come rivale, tenta di ucciderla. La giovane sarà salvata da Prentice, che la sorvegliava. Finalmente Prentice rivela qual è la sua vera identità, quella di detective: con uno stratagemma, cattura Chavet e la sua banda di ladri, restituisce poi i gioielli al legittimo proprietario e si dichiara a Gertrude.

## Produzione
Il film fu prodotto dalla Bluebird Photoplays, branca della Universal Film Manufacturing Company.

## Distribuzione
Il copyright del film, richiesto dalla Bluebird Photoplays, Inc., fu registrato il 27 maggio 1918 con il numero LP12486.
Distribuito dalla Bluebird Photoplays, uscì nelle sale cinematografiche statunitensi l'8 giugno 1918. In Italia, fu distribuito nel 1921 dalla Transatlantic. Il visto di censura numero 15700 venne approvato con riserva e alcune scene del film vennero tagliate per l'edizione italiana:
 
1) Nella parte 1ª sopprimere le scene di violenza del ladro sulla persona del custode dell'esposizione lasciando vedere il ladro soltanto quando entra, e poi riattaccando alla scena della sua fuga con la valigia.

2) Nella parte 3ª sopprimere la didascalia: "Chavat il maestro di criminalità cui l'esperienza ha insegnato che il posto più sicuro per condurre azioni oscure a buon fine è laddove splendono smaglianti luci?".
 
3) Nella parte 4ª sopprimere il quadro di Chevat pugnalato con la camicia insanguinata. (indice 1916-1921)
Non si conoscono copie ancora esistenti della pellicola che viene considerata presumibilmente perduta.